# Хобак (Вајоминг)
Хобак (енгл. Hoback) насељено је место без административног статуса у америчкој савезној држави Вајоминг.

## Демографија
По попису из 2010. године број становника је 1.176, што је 277 (-19,1%) становника мање него 2000. године.
| Група             | 2000.         | 2010.       |
| Белци             | 1.382 (95,1%) | 986 (83,8%) |
| Афроамериканци    | 0 (0,0%)      | 1 (0,1%)    |
| Азијати           | 6 (0,4%)      | 14 (1,2%)   |
| Хиспаноамериканци | 38 (2,6%)     | 161 (13,7%) |
| Укупно            | 1.453         | 1.176       |